# Monchaux-sur-Écaillon
Pour les articles homonymes, voir Écaillon.
Monchaux-sur-Écaillon est une commune française, située dans le département du Nord en région Hauts-de-France.

## Géographie

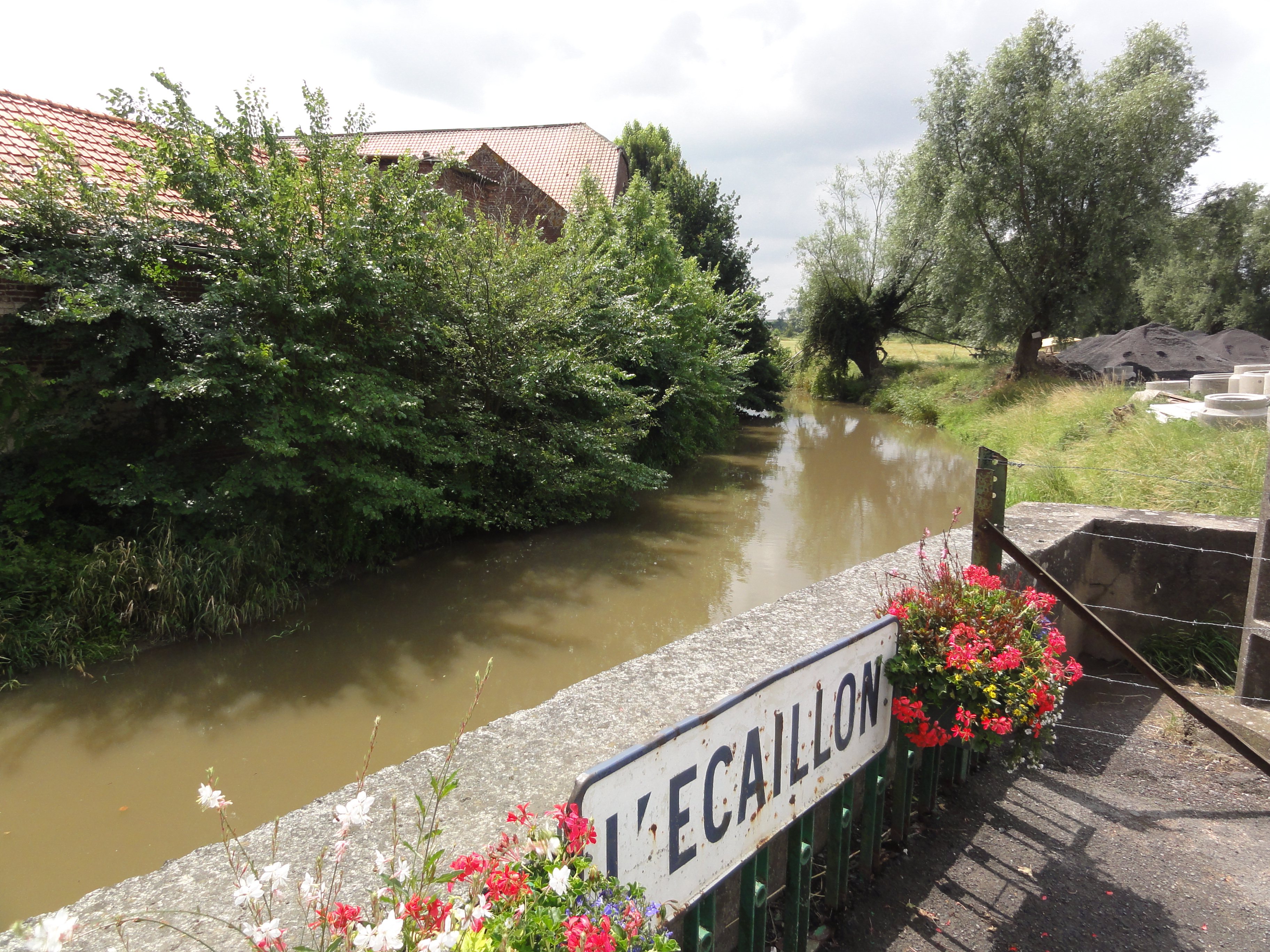
L'Écaillon à Monchaux-sur-Écaillon

La commune de Monchaux-sur-Écaillon se situe à 15 km au sud-est de Valenciennes, au bord de l'Écaillon.

Elle se situe à la frontière du Hainaut et du Cambrésis entre les communes de Thiant, Maing, Haspres & Verchain-Maugré

### Communes limitrophes
| Thiant  |                       | Maing      |
|         | Monchaux-sur-Écaillon | Quérénaing |
| Haspres | Verchain-Maugré       |            |

### Hydrographie

#### Réseau hydrographique
La commune est située dans le bassin Artois-Picardie. Elle est drainée par l'Écaillon,.
L'Écaillon, d'une longueur de 33 km, prend sa source dans la commune de Locquignol et se jette  dans l'Escaut canalisée à Prouvy, après avoir traversé 13 communes. Les caractéristiques hydrologiques de l'Ecaillon sont données par la station hydrologique située sur la commune. Le débit moyen mensuel est de 1,2 m3/s. Le débit moyen journalier maximum est de 15,5 m3/s, atteint lors de la crue du 13 février 2002. Le débit instantané maximal est quant à lui de 20,9 m3/s, atteint le même jour.

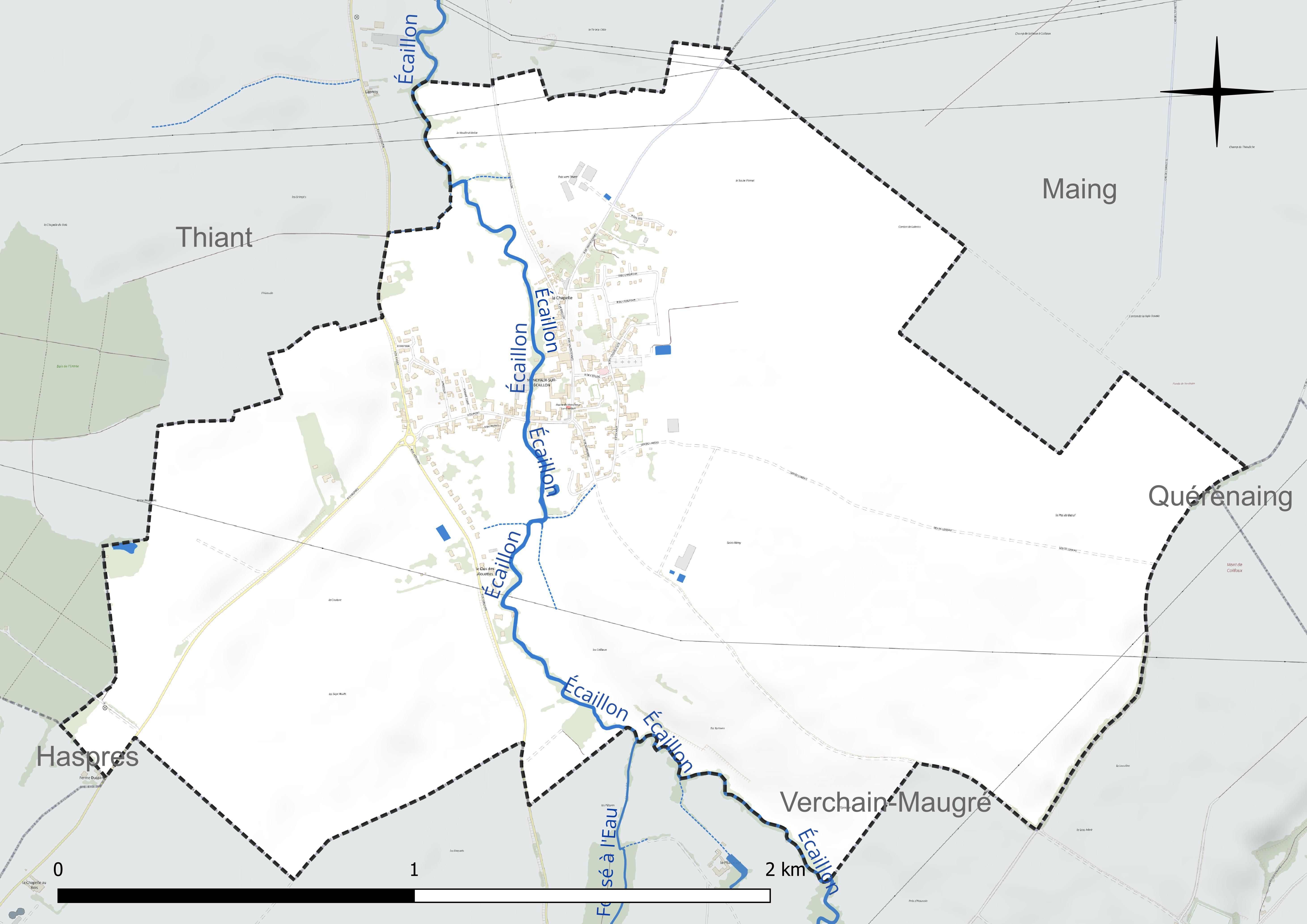
Réseau hydrographique de Monchaux-sur-Écaillon.

#### Gestion et qualité des eaux
Le territoire communal est couvert par le schéma d'aménagement et de gestion des eaux (SAGE) « Escaut ». Ce document de planification concerne un territoire de 2 005 km2 de superficie, délimité par le bassin versant de l'Escaut. Le périmètre a été arrêté le 9 juin 2006 et le SAGE proprement dit a été approuvé le 13 juillet 2021. La structure porteuse de l'élaboration et de la mise en œuvre est le syndicat mixte Escaut et Affluents (SyMEA). 
La qualité des cours d'eau peut être consultée sur un site dédié géré par les agences de l'eau et l'Agence française pour la biodiversité. 

### Climat
Pour des articles plus généraux, voir Climat des Hauts-de-France et Climat du Nord.
En 2010, le climat de la commune est de type climat océanique dégradé des plaines du Centre et du Nord, selon une étude du CNRS s'appuyant sur une série de données couvrant la période 1971-2000. En 2020, Météo-France publie une typologie des climats de la France métropolitaine dans laquelle la commune est dans une zone de transition entre le climat océanique et le climat océanique altéré et est dans la région climatique  Nord-est du bassin Parisien, caractérisée par un ensoleillement médiocre, une pluviométrie moyenne régulièrement répartie au cours de l'année et un hiver froid (3 °C). 
Pour la période 1971-2000, la température annuelle moyenne est de 10,5 °C, avec une amplitude thermique annuelle de 15 °C. Le cumul annuel moyen de précipitations est de 722 mm, avec 12,1 jours de précipitations en janvier et 9,3 jours en juillet. Pour la période 1991-2020, la température moyenne annuelle observée sur la station météorologique la plus proche, située sur la commune de Valenciennes à 9 km à vol d'oiseau, est de 11,0 °C et le cumul annuel moyen de précipitations est de 694,1 mm,. Pour l'avenir, les paramètres climatiques de la commune estimés pour 2050 selon différents scénarios d'émission de gaz à effet de serre sont consultables sur un site dédié publié par Météo-France en novembre 2022.

## Urbanisme

### Typologie
Au 1er janvier 2024, Monchaux-sur-Écaillon est catégorisée commune rurale à habitat dispersé, selon la nouvelle grille communale de densité à sept niveaux définie par l'Insee en 2022.
Elle est située hors unité urbaine. Par ailleurs la commune fait partie de l'aire d'attraction de Valenciennes (partie française), dont elle est une commune de la couronne,. Cette aire, qui regroupe 102 communes, est catégorisée dans les aires de 200 000 à moins de 700 000 habitants,.

### Occupation des sols
L'occupation des sols de la commune, telle qu'elle ressort de la base de données européenne d'occupation biophysique des sols Corine Land Cover (CLC), est marquée par l'importance des territoires agricoles (90,6 % en 2018), en diminution par rapport à 1990 (91,7 %). La répartition détaillée en 2018 est la suivante : 
terres arables (73,3 %), prairies (17,4 %), zones urbanisées (9,1 %), forêts (0,3 %). L'évolution de l'occupation des sols de la commune et de ses infrastructures peut être observée sur les différentes représentations cartographiques du territoire : la carte de Cassini (XVIIIe siècle), la carte d'état-major (1820-1866) et les cartes ou photos aériennes de l'IGN pour la période actuelle (1950 à aujourd'hui).

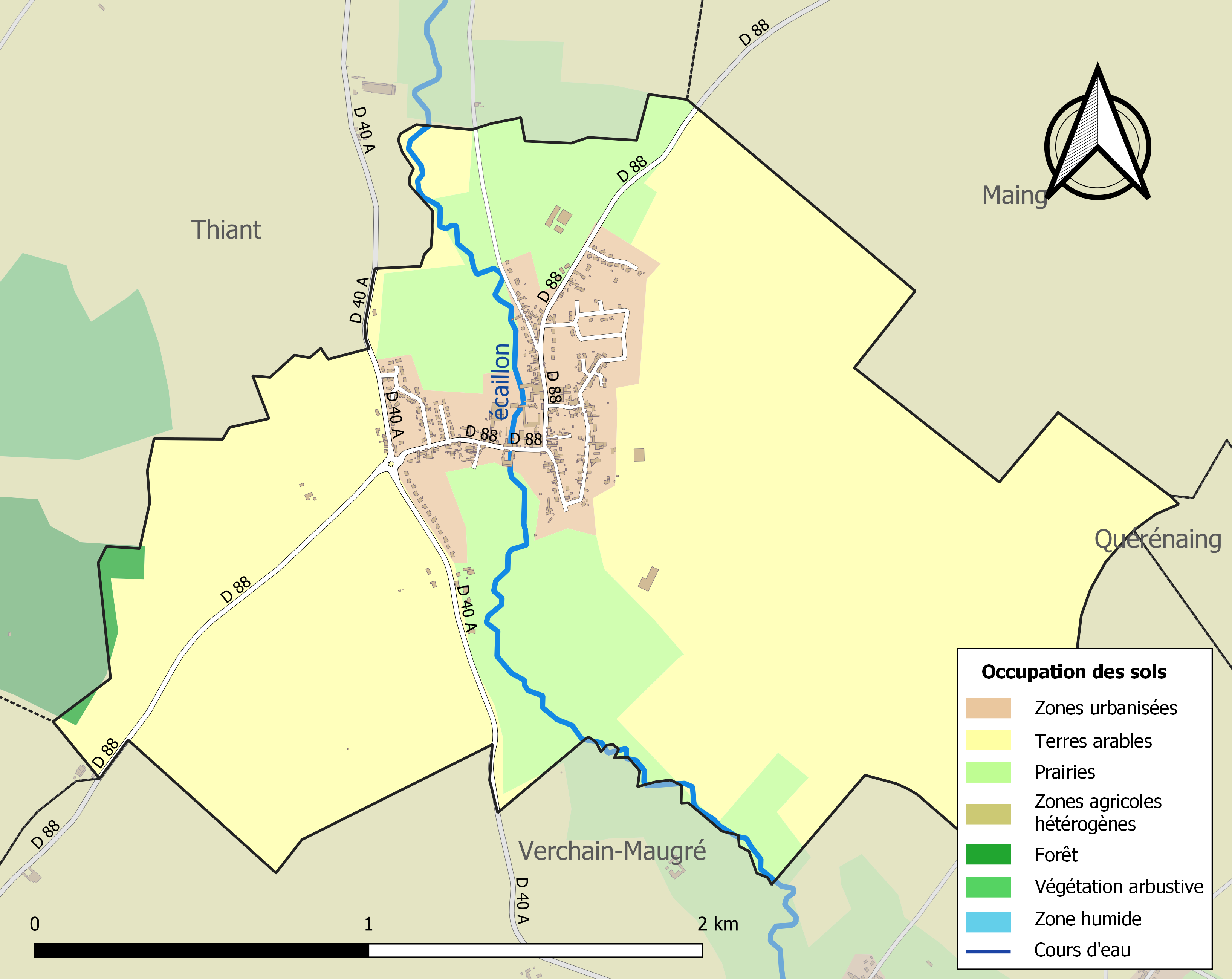
Carte des infrastructures et de l'occupation des sols de la commune en 2018 (CLC).

### Voies de communications et transports
La commune est desservie par la ligne 103 du réseau Transvilles.

## Toponymie
Le nom de la localité est attesté sous les formes Moncellis en 1147 ; Moncels en 1150
Il veut dire « petit mont ». Le nom s'explique de sa position sur la colline au-dessus de l'Écaillon qui coule en contrebas. Le nom est écrit tantôt Moncheaux, tantôt Monchaux. En 1962, la commune de Monchaux devient Monchaux-sur-Écaillon.
voir Toponymie de Monceau-les-Leups

## Histoire
Monchaux se trouve mentionné dans les Chroniques de Froissart à l'occasion du sac de Haspres en 1340, les troupes de Guillaume II y passent.
En 1566, au début des guerres de religion la ferme de Moncheaux sert de refuge pour des religieuses de l'abbaye de Fontenelles, près de Valenciennes.

## Héraldique
|  | Les armes de Monchaux-sur-Écaillon se blasonnent ainsi : « D'argent à cinq cotices de gueules, à la bordure de sable chargée de huit besants d'or. » |

## Politique et administration
Maire de 1802 à 1807 : G. Hyolle,.
| Période                                  | Période         | Identité         | Étiquette | Qualité                   |
| ---------------------------------------- | --------------- | ---------------- | --------- | ------------------------- |
| juin 1995                                | 8 novembre 2007 | Pierre Busin     |           | Décédé en cours de mandat |
| décembre 2007                            | mars 2008       | Edwige Dupas     | SE        |                           |
| mars 2008                                | mars 2014       | Michel Cossiaux  |           |                           |
| 2014                                     | Mai 2016        | Michel Arnould   |           | Démissionnaire            |
| Mai 2016                                 | En cours        | Bernard de Meyer |           |                           |
| Les données manquantes sont à compléter. |                 |                  |           |                           |

### Instances judiciaires et administratives
La commune relève du tribunal d'instance de Valenciennes, du tribunal de grande instance de Valenciennes, de la cour d'appel de Douai, du tribunal pour enfants de Valenciennes, du conseil de prud'hommes de Valenciennes, du tribunal de commerce de Valenciennes, du tribunal administratif de Lille et de la cour administrative d'appel de Douai.

## Population et société

### Démographie

#### Évolution démographique
L'évolution du nombre d'habitants est connue à travers les recensements de la population effectués dans la commune depuis 1800. Pour les communes de moins de 10 000 habitants, une enquête de recensement portant sur toute la population est réalisée tous les cinq ans, les populations de référence des années intermédiaires étant quant à elles estimées par interpolation ou extrapolation. Pour la commune, le premier recensement exhaustif entrant dans le cadre du nouveau dispositif a été réalisé en 2004.

En 2022, la commune comptait 583 habitants, en évolution de +7,56 % par rapport à 2016 (Nord : +0,51 %, France hors Mayotte : +2,11 %).
| 1800 | 1806 | 1821 | 1831 | 1836 | 1841 | 1846 | 1851 | 1856 |
| ---- | ---- | ---- | ---- | ---- | ---- | ---- | ---- | ---- |
| 220  | 281  | 341  | 404  | 413  | 437  | 490  | 484  | 472  |

| 1861 | 1866 | 1872 | 1876 | 1881 | 1886 | 1891 | 1896 | 1901 |
| ---- | ---- | ---- | ---- | ---- | ---- | ---- | ---- | ---- |
| 494  | 513  | 520  | 560  | 557  | 558  | 552  | 485  | 502  |

| 1906 | 1911 | 1921 | 1926 | 1931 | 1936 | 1946 | 1954 | 1962 |
| ---- | ---- | ---- | ---- | ---- | ---- | ---- | ---- | ---- |
| 484  | 486  | 432  | 482  | 502  | 526  | 494  | 524  | 540  |

| 1968 | 1975 | 1982 | 1990 | 1999 | 2004 | 2006 | 2009 | 2014 |
| ---- | ---- | ---- | ---- | ---- | ---- | ---- | ---- | ---- |
| 501  | 469  | 551  | 649  | 623  | 592  | 574  | 550  | 536  |

| 2019 | 2022 | - | - | - | - | - | - | - |
| ---- | ---- | - | - | - | - | - | - | - |
| 538  | 583  | - | - | - | - | - | - | - |

#### Pyramide des âges
En 2018, le taux de personnes d'un âge inférieur à 30 ans s'élève à 28,3 %, soit en dessous de la moyenne départementale (39,5 %). À l'inverse, le taux de personnes d'âge supérieur à 60 ans est de 27,7 % la même année, alors qu'il est de 22,5 % au niveau départemental.
En 2018, la commune comptait 275 hommes pour 264 femmes, soit un taux de 51,02 % d'hommes, largement supérieur au taux départemental (48,23 %).
Les pyramides des âges de la commune et du département s'établissent comme suit.
| Hommes | Classe d’âge | Femmes |
| ------ | ------------ | ------ |
| 0,0    | 90 ou +      | 1,1    |
| 2,6    | 75-89 ans    | 5,3    |
| 21,9   | 60-74 ans    | 24,6   |
| 26,3   | 45-59 ans    | 27,3   |
| 17,2   | 30-44 ans    | 17,4   |
| 19,7   | 15-29 ans    | 10,2   |
| 12,4   | 0-14 ans     | 14,0   |

| Hommes | Classe d’âge | Femmes |
| ------ | ------------ | ------ |
| 0,5    | 90 ou +      | 1,4    |
| 5,3    | 75-89 ans    | 8,1    |
| 14,8   | 60-74 ans    | 16,2   |
| 19,1   | 45-59 ans    | 18,4   |
| 19,5   | 30-44 ans    | 18,7   |
| 20,7   | 15-29 ans    | 19,1   |
| 20,2   | 0-14 ans     | 18     |

## Lieux et monuments
- L'église Saint-Remi, 1879, et sa grotte de Lourdes.
- Quelques chapelles-oratoires aux sorties du village.
- Le cimetière communal de Monchaux-sur-Échaillon héberge les tombes de guerre de la Commonwealth War Graves Commission de 9 soldats morts le 24 octobre 1918[27]

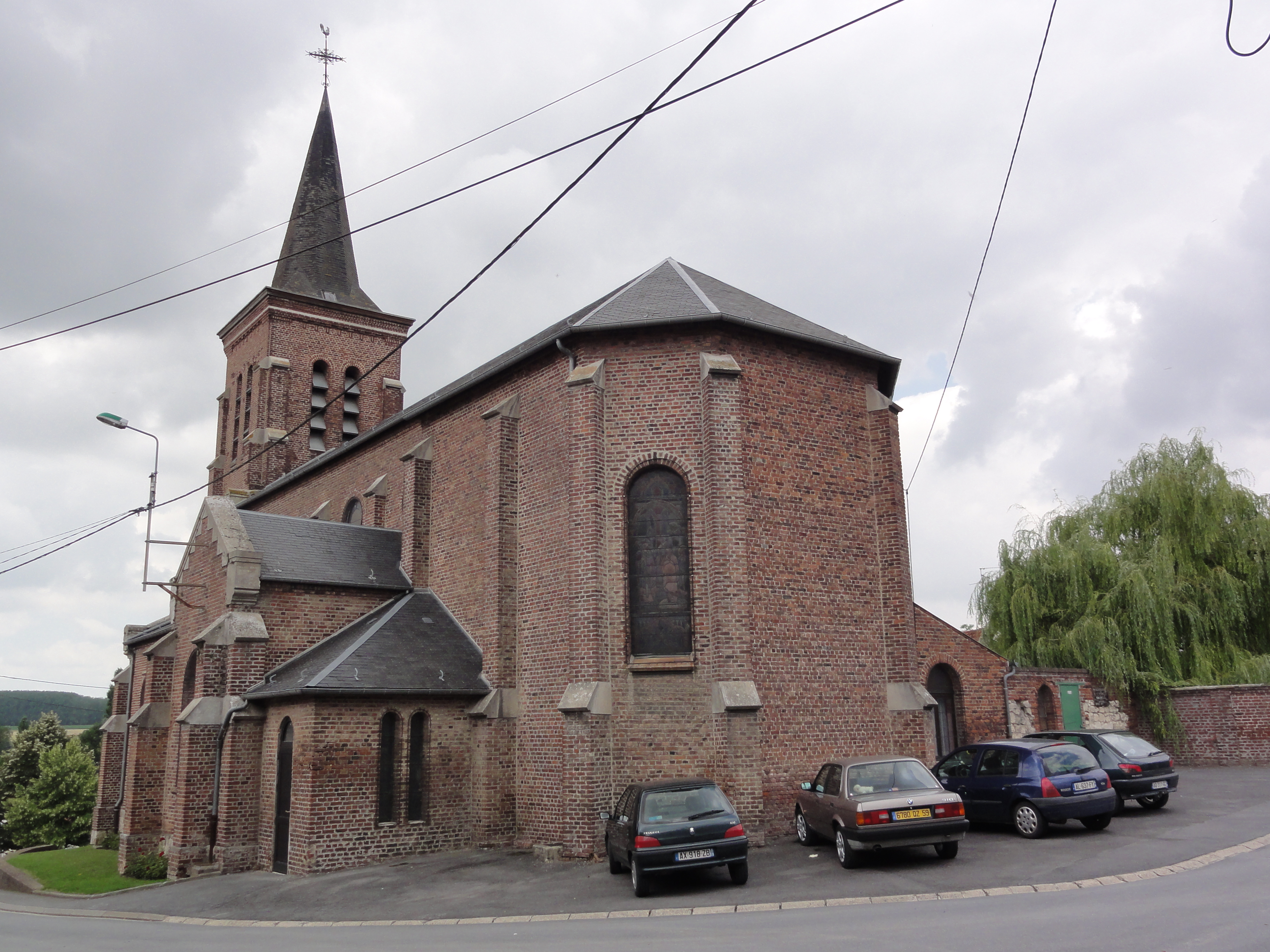
L'église Saint-Remi
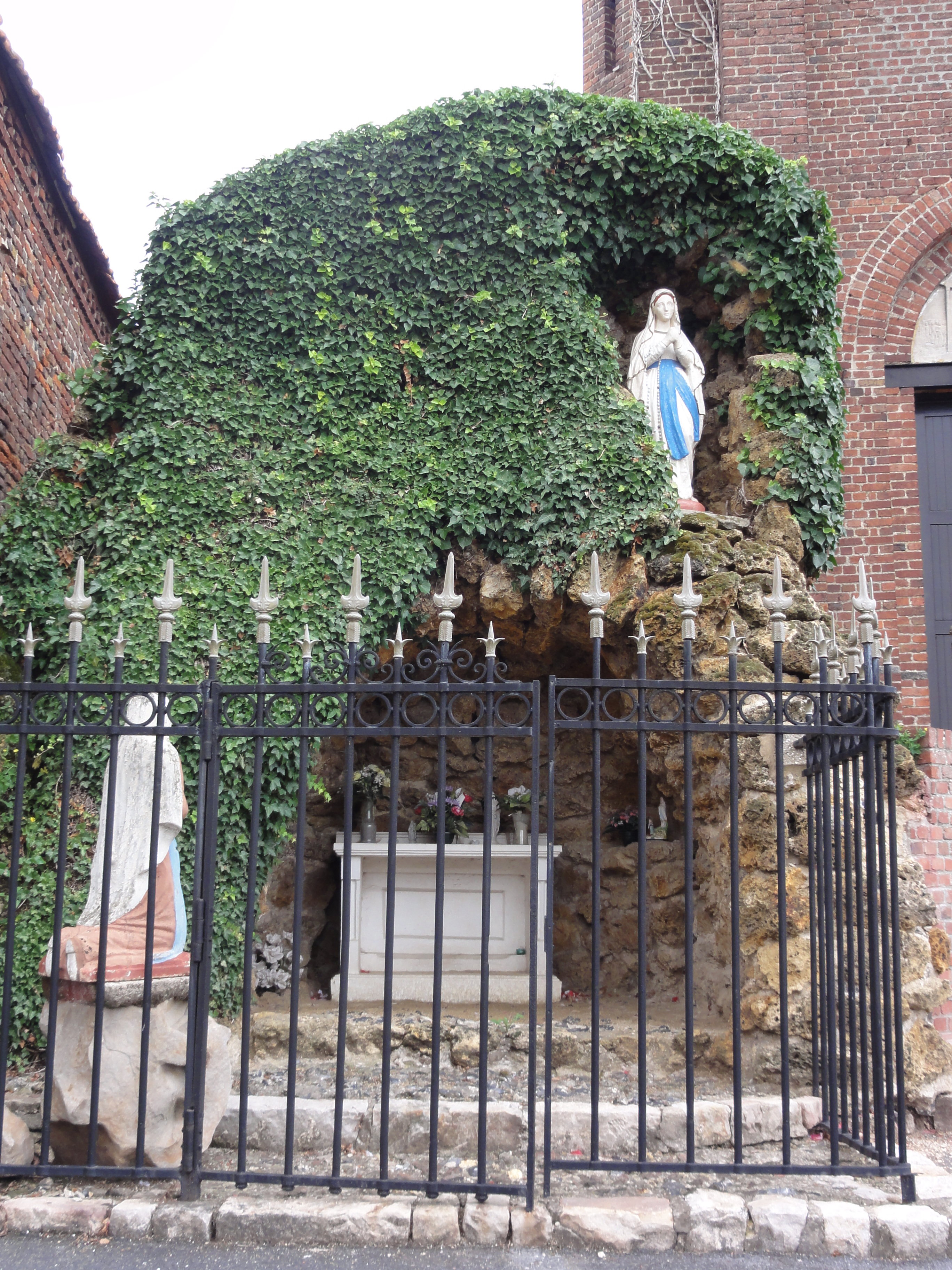
La grotte de Lourdes devant l'église
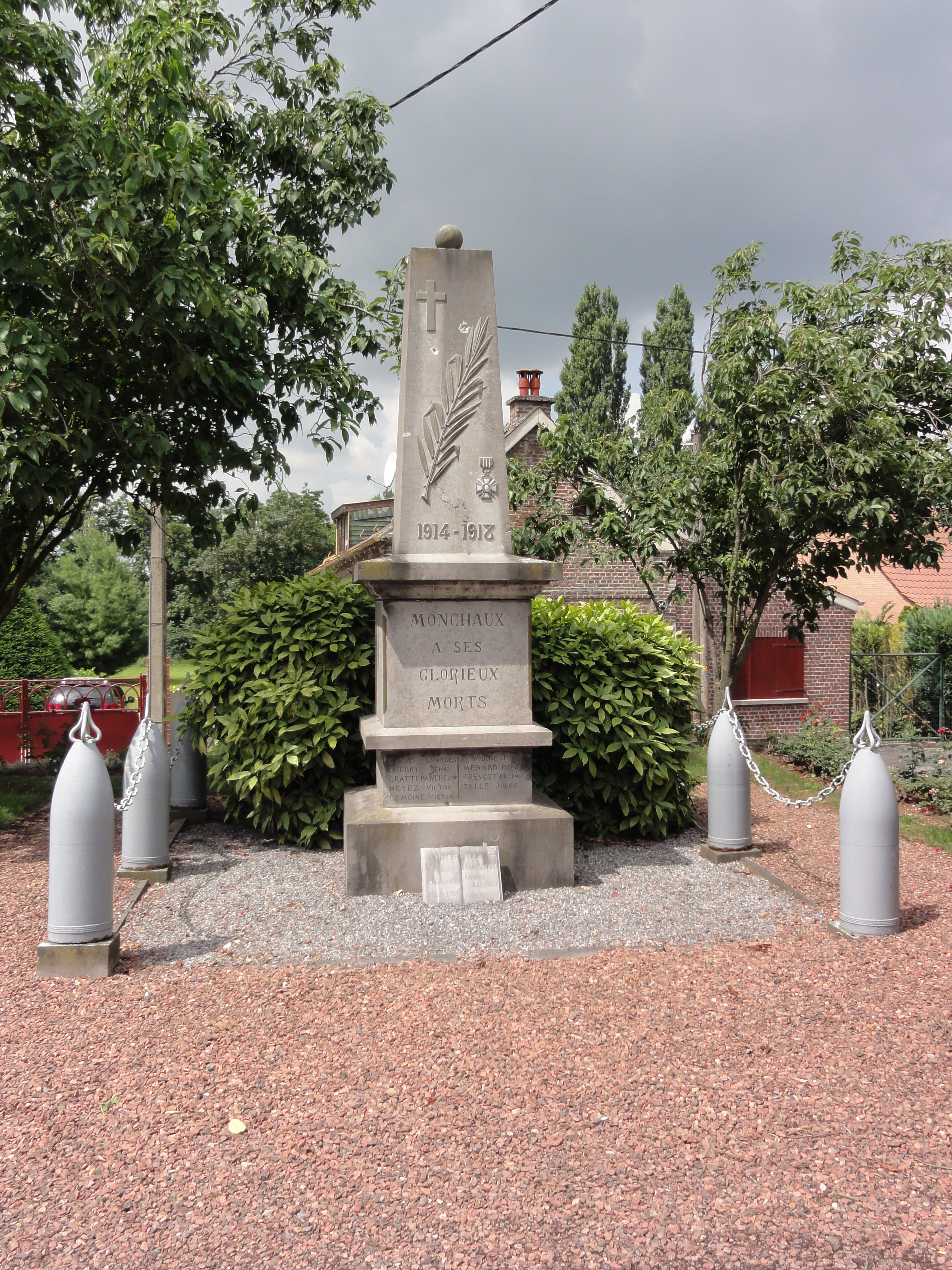
Le monument aux morts
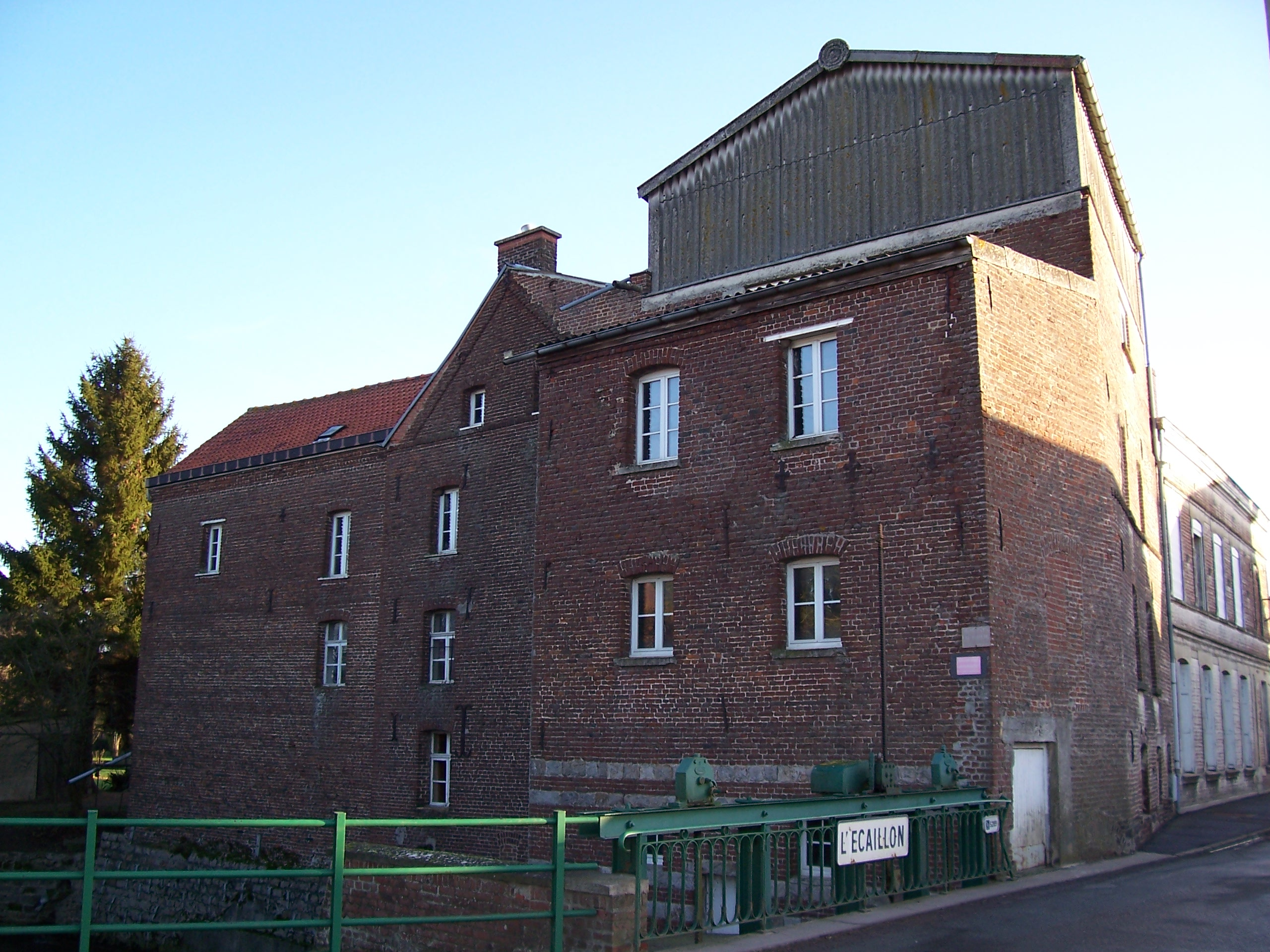
Moulin sur l'Écaillon
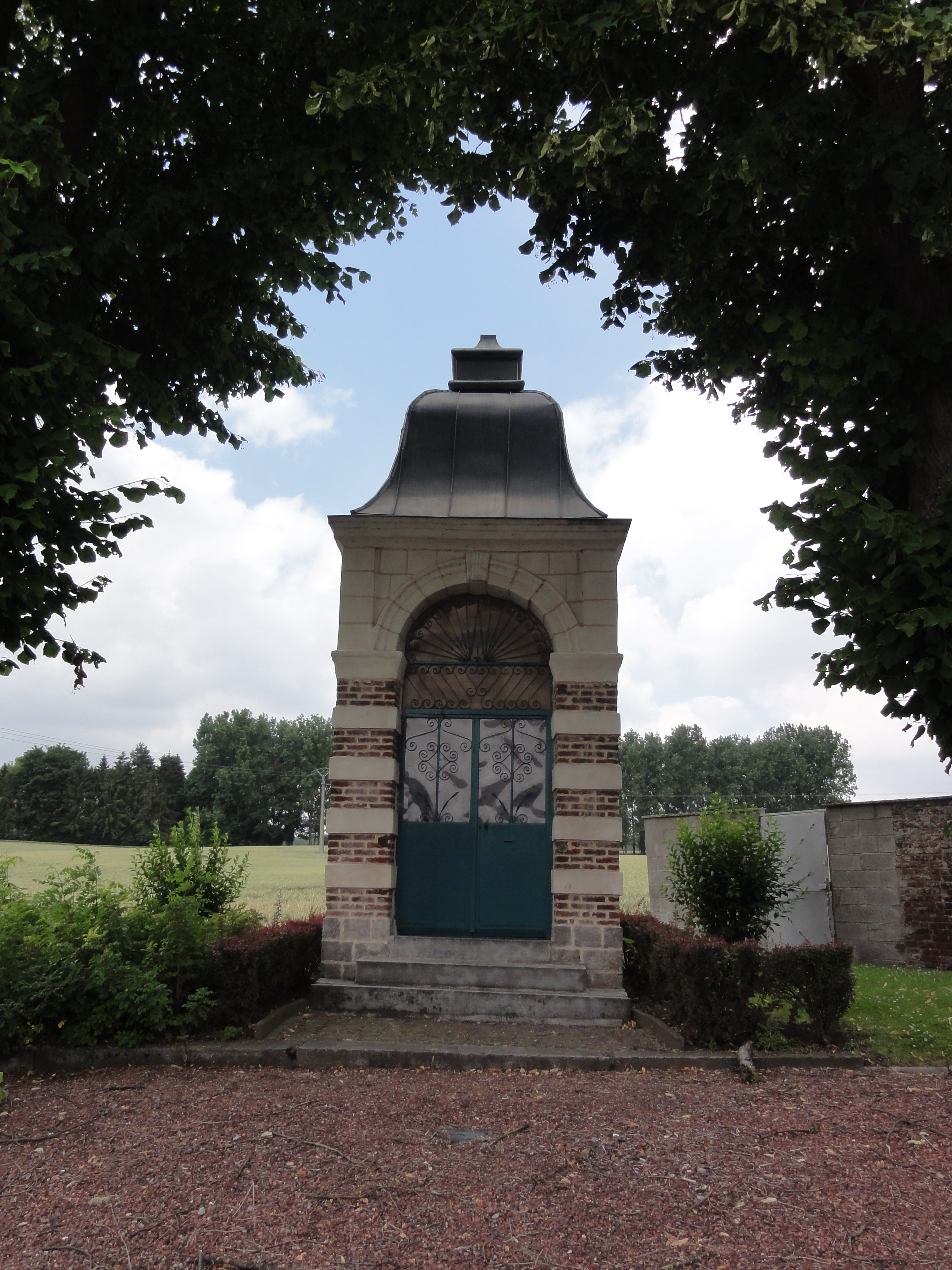
La chapelle rue de Thiant, extérieur
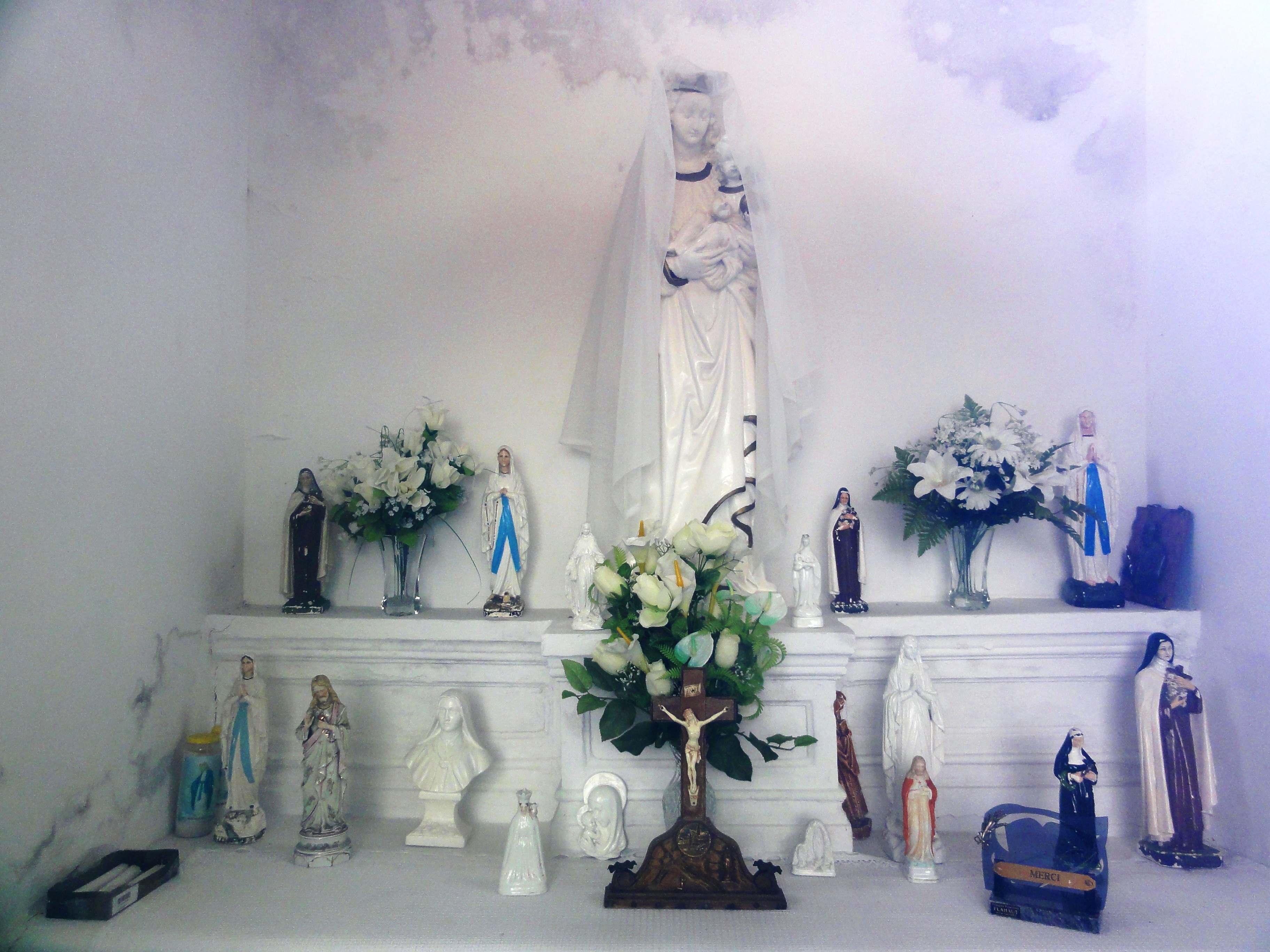
La chapelle rue de Thiant, statues à l'intérieur

## Pour approfondir